# Михайловская батарея
Михайловская казематированная береговая батарея — музейный комплекс в составе Военно-исторического музея фортификационных сооружений. Музейный комплекс воспроизводит интерьер фортификационного сооружения середины XIX века.
Построена в 1846 году как одно из 10 фортификационных сооружений на побережье города Севастополя, названа в честь великого князя Михаила Николаевича, сына Николая I.

## История строительства
Батарея была сооружена на месте бывшей земляной артиллерийской батареи для защиты военного порта от нападения с моря в 1846 году.
Царь Николай I, понимая стратегическое значение Севастопольской крепости на Чёрном море, в 1834 году утвердил план её укрепления, который предусматривал, помимо других мероприятий, строительство новых и реконструкцию старых береговых батарей. План укреплений крепости, в том числе и Михайловской батареи, которая получила инженерно-проектный номер 2, разработал командированный в Севастополь инженер-полковник Карл Иванович Бюрно. Скорее всего позже проект был дополнен инженер-полковником Густавом Ефимовичем фон Фёлькерзамом. Инженерный департамент Военного министерства закончил проектирование 2-й батареи в 1841 году и в декабре того же года получил утверждённые чертежи. Строительство батареи велось с 1841 по 1847 год. В том же году батарея была названа в честь четвёртого сына Николая I великого князя Михаила Николаевича.
Батарея была построена из известняка, который добывался в каменоломнях Килен-балки. Здание батареи представляет собой П-образный двухъярусный форт, состоящий из центрального корпуса и боковых крыльев, расположенных к нему под углом 100°. Длина сооружения по фронту 108 метров, вместе с флангами — 205 метров. Толщина наружных стен до 1,8 метра. В тыльной части была сооружена внутренняя оборонительная стена со рвом (сегодня сохранился лишь ее фрагмент у северного барбета). Внутренние углы сооружения заканчивались двумя башнями-барбетами (сохранилась только одна). В 58 казематах батареи и на верхней площадке могло размещаться до 115 орудий (фактически накануне Крымской войны было 77 орудий, 68 из которых могли вести обстрел рейда). Смежные казематы на обоих ярусах форта связаны между собой коридором, внутренние помещения для личного состава, расположенные в виде анфилады. Гарнизон батареи составлял 750 человек.
Для своего времени батарея была современным, хорошо вооруженным оборонительным сооружением. Фронтальная (самая мощная) часть батареи вместе с правым флангом Константиновской батареи обеспечивала перекрестный обстрел входа на рейд Севастопольской бухты. Северное крыло форта вместе с укреплениями внутренней оборонительной стены обеспечивали оборону батареи с берега. Сектор обстрела пушек левого крыла накрывал внутренний рейд.

## XIX век
Во время Крымской войны командовал батареей капитан-лейтенант Николай Фёдорович Андреев. В морском бою 5 (17) октября 1854 года, когда союзная эскадра атаковала Севастополь с моря, Михайловская батарея активного участия не принимала из-за своего расположения. Сначала она также открыла огонь, но вскоре в связи с его неэффективностью прекратила. В дальнейшем в казематах батареи находился один из госпиталей.
После войны помещения батареи использовались как складские, позже — как казармы Севастопольской крепостной артиллерии. До начала XX век в связи с развитием вооружений Михайловская батарея потеряла оборонное значение, но вплоть до наших времен оставалась закрытым объектом, который принадлежал военно-морскому флоту.

## XX век
В 1920 году правительством Юга России в казематах батареи были организованы артиллерийские курсы. В предвоенные годы на территории батареи располагались подразделения обеспечения 77-го авиапарка Черноморского флота.
В период второй обороны Севастополя (Великая отечестваенная война)батарея — один из четырёх опорных пунктов Северной стороны во время третьего штурма города. Штурм батареи противником начался утром 21 июня 1942 года. После трёх суток боев, в ночь на 24 июня, по приказу командования СОРа[прояснить] защитники батареи отошли на Южную сторону.
В послевоенный период в казематах Михайловской батареи размещался склад шкиперского имущества. Согласно российско-украинским соглашениям о параметрах раздела Черноморского флота от 28 мая 1997 года, 2977-й склад шкиперского имущества вошёл в состав Военно-морских сил Украины.

## Наше время
Сейчас на территории батареи работает Музейный комплекс «Михайловская батарея» — филиал Военно исторического музея фортификационных сооружений. Также филиалами музея являются Балаклавский подземный музейный комплекс и 30-я бронебашенная батарея.
В 2010 году после реставрационных работ в Михайловской батарее открылся музей. Основная часть экспозиции посвящена Крымской войне 1853—1856 годов. Здесь представлены многочисленные экспонаты частной коллекции «Музея Шереметьевых».
В 2014 году, после аннексии Крыма, музей перешёл под российскую юрисдикцию и в настоящее время на территории батареи размещается северная экспозиционная площадка Военно-исторического музея фортификационных сооружений минобороны России На территории бывших казематов, где расположен музей, разместились главные экспонаты — инсталляции и артефакты, которые отражают историю города-крепости с момента основания и до наших дней.
Сейчас открыта первая часть музея, выставка под названием «Героический Севастополь», где собраны уникальные экспонаты, в общей сложности более десяти тысяч, размещенные в 30 залах на площади более чем в 2 500 квадратных метров (это почти четыре футбольных поля), которые раскрывают историю становления и развития города Севастополя, рассказывают о развитии Черноморского флота, Крымской войне, периоде Первой и Второй мировых войн (во время второй обороны Севастополя защитники батареи сдерживали немецко-фашистских захватчиков на подступах к городу на протяжении трех суток). Выставка представляет зрителям историю севастопольского гарнизона, военной артиллерии, затрагивает время революционного перелома, эпоху Гражданской войны, исхода Белой армии из Крыма — трагическая эвакуация из Крыма Русской армии (Врангеля), и первые годы Советской власти.
Также, на Северной стороне расположено Северное укрепление тех же времён постройки, что и батареи.

## Галерея

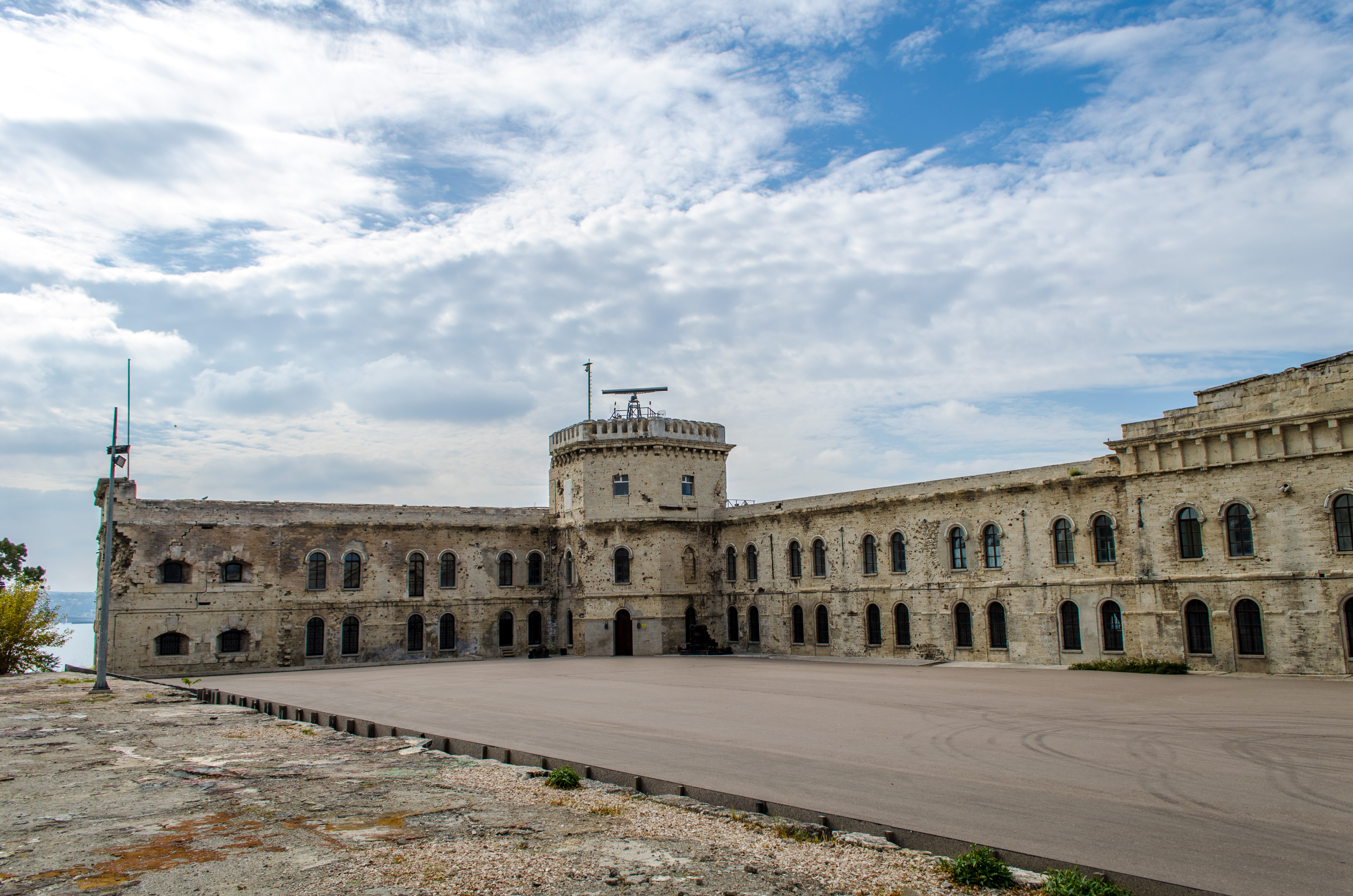
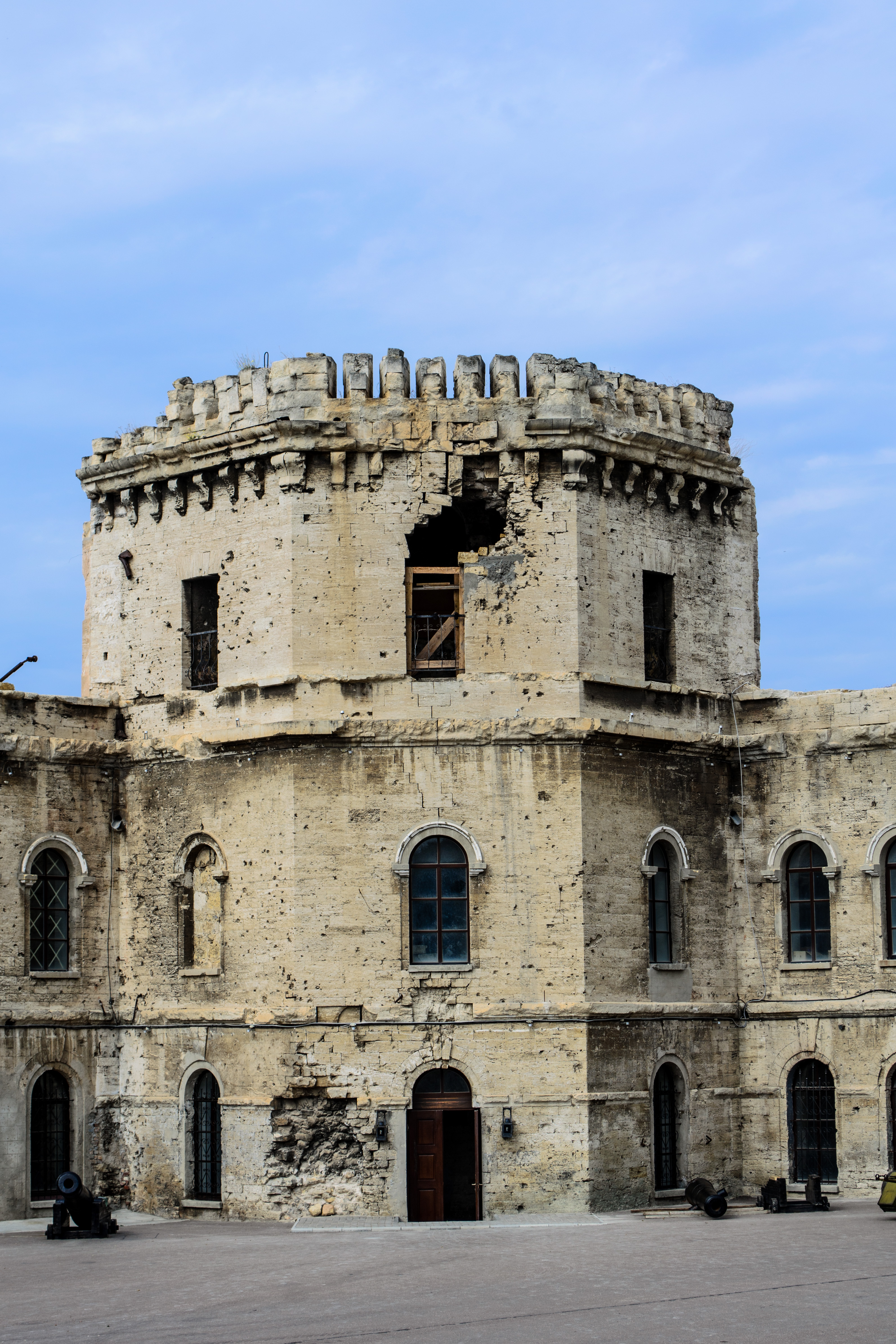
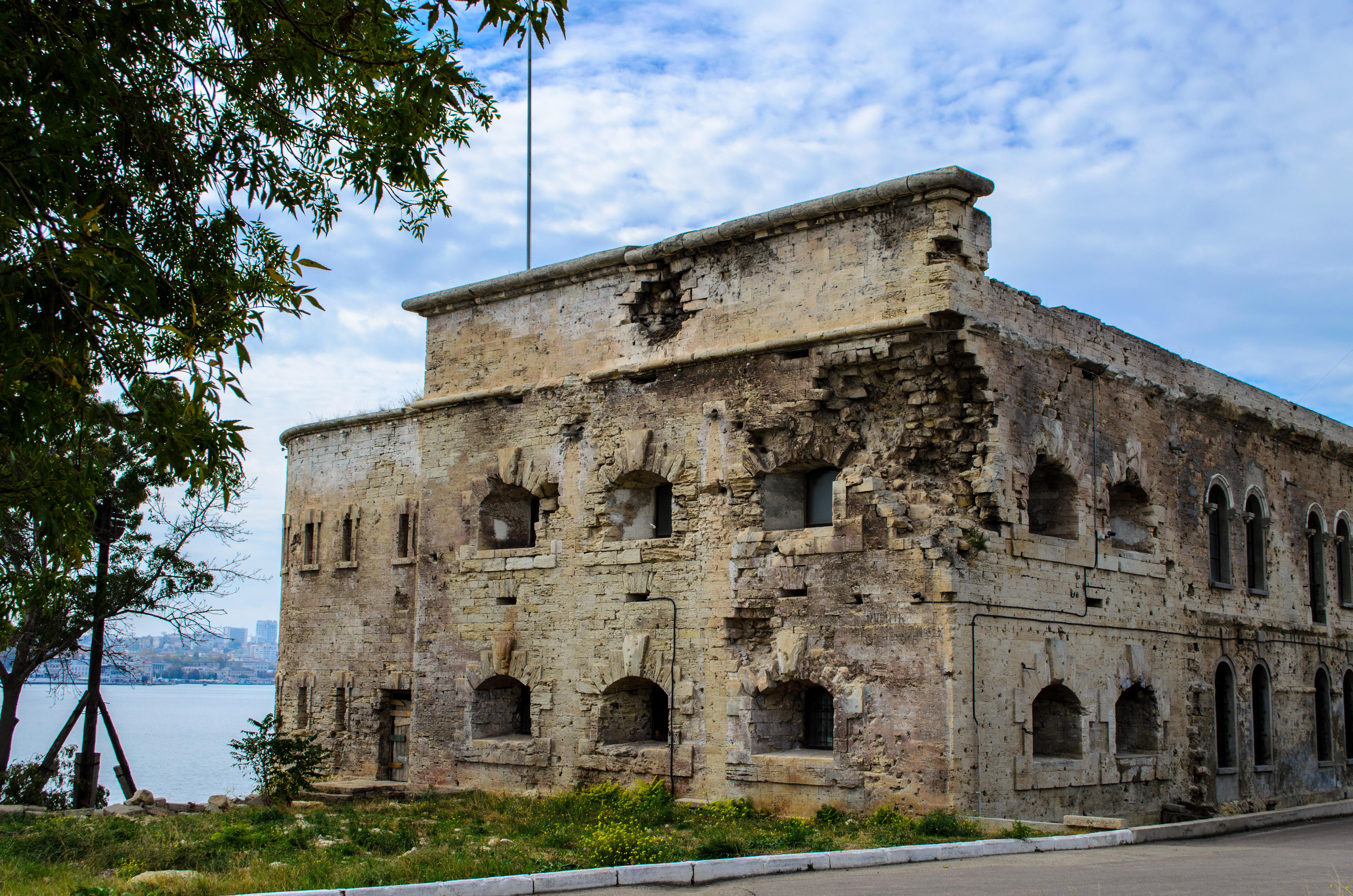
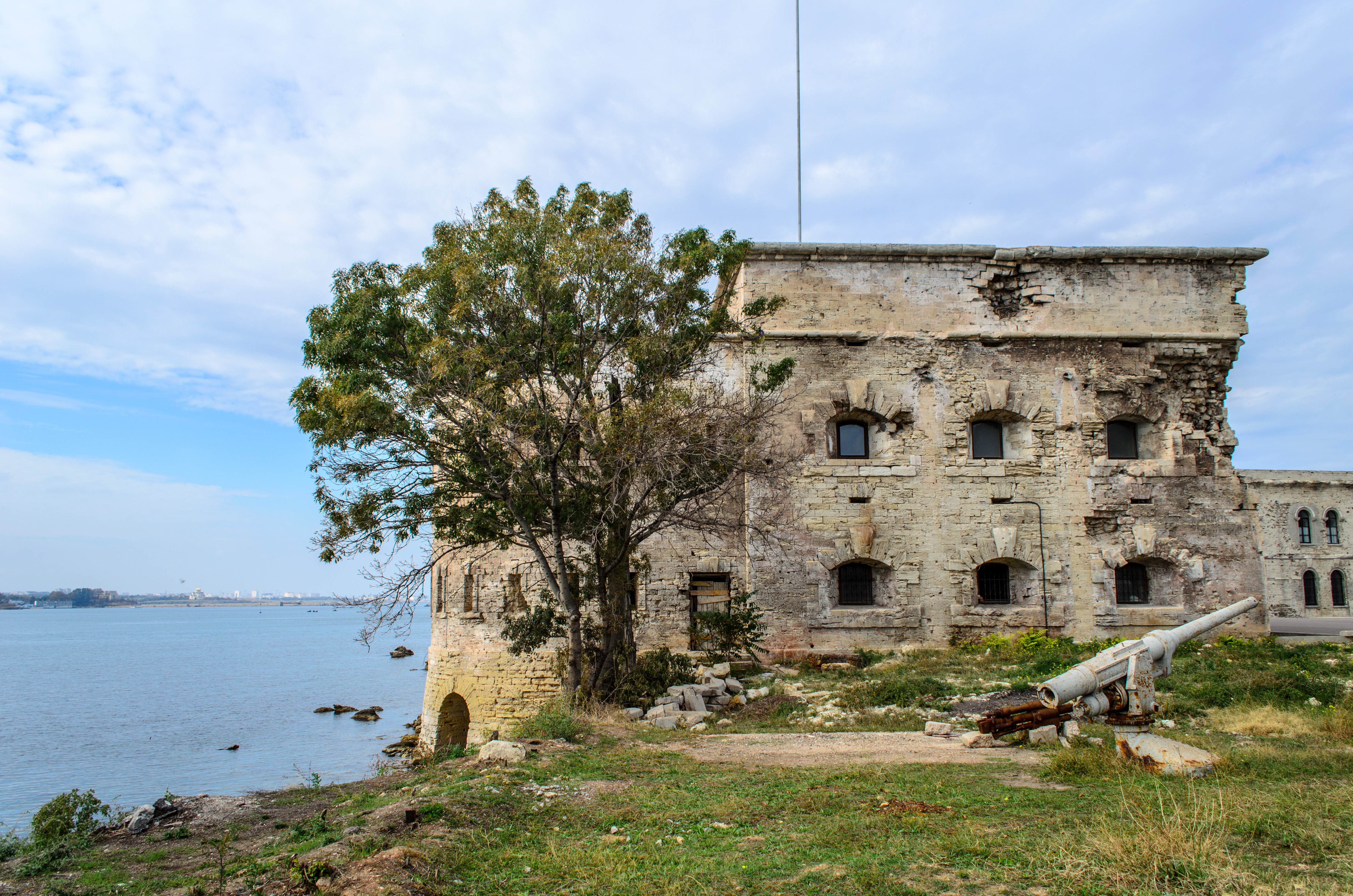
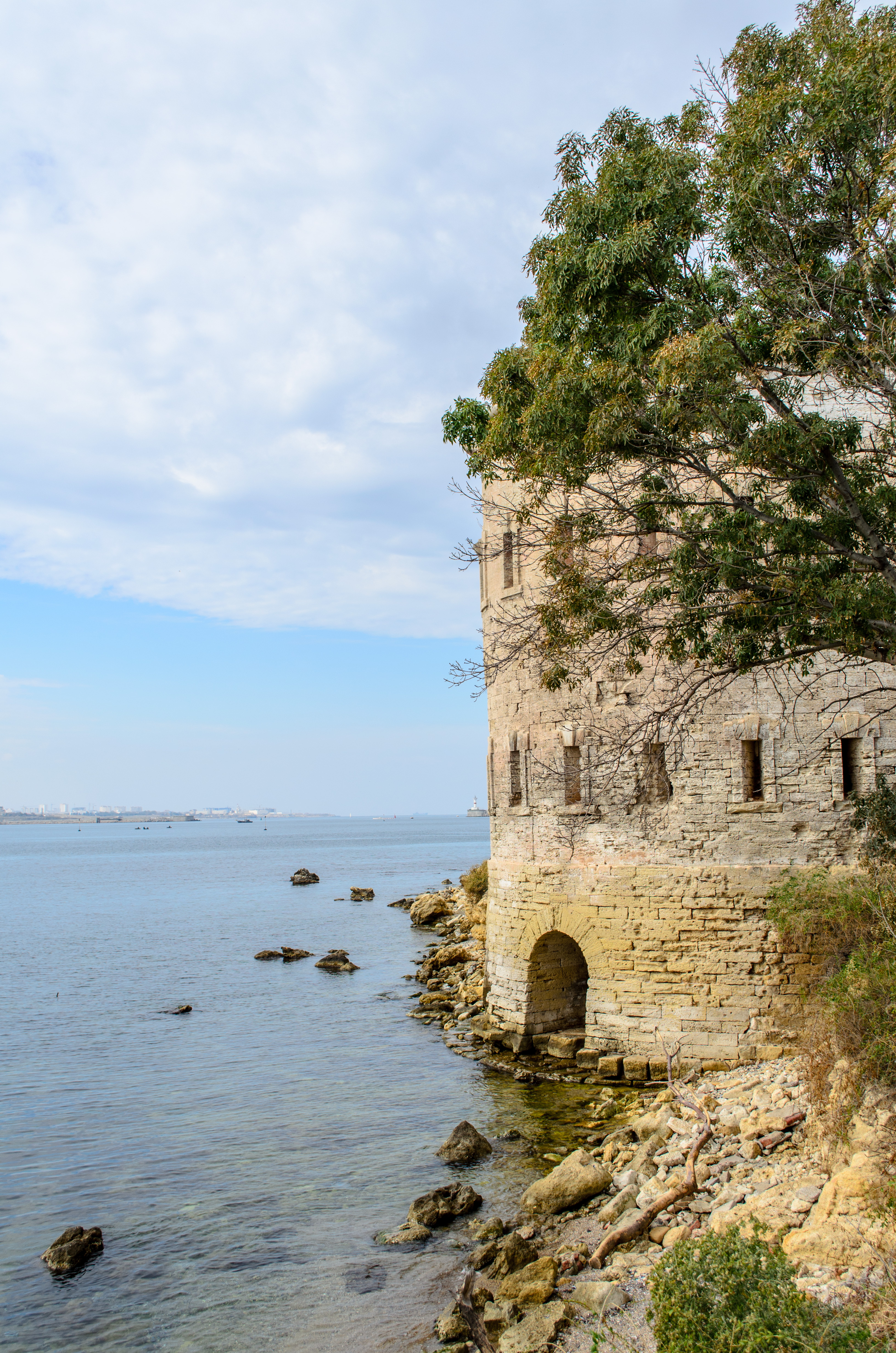
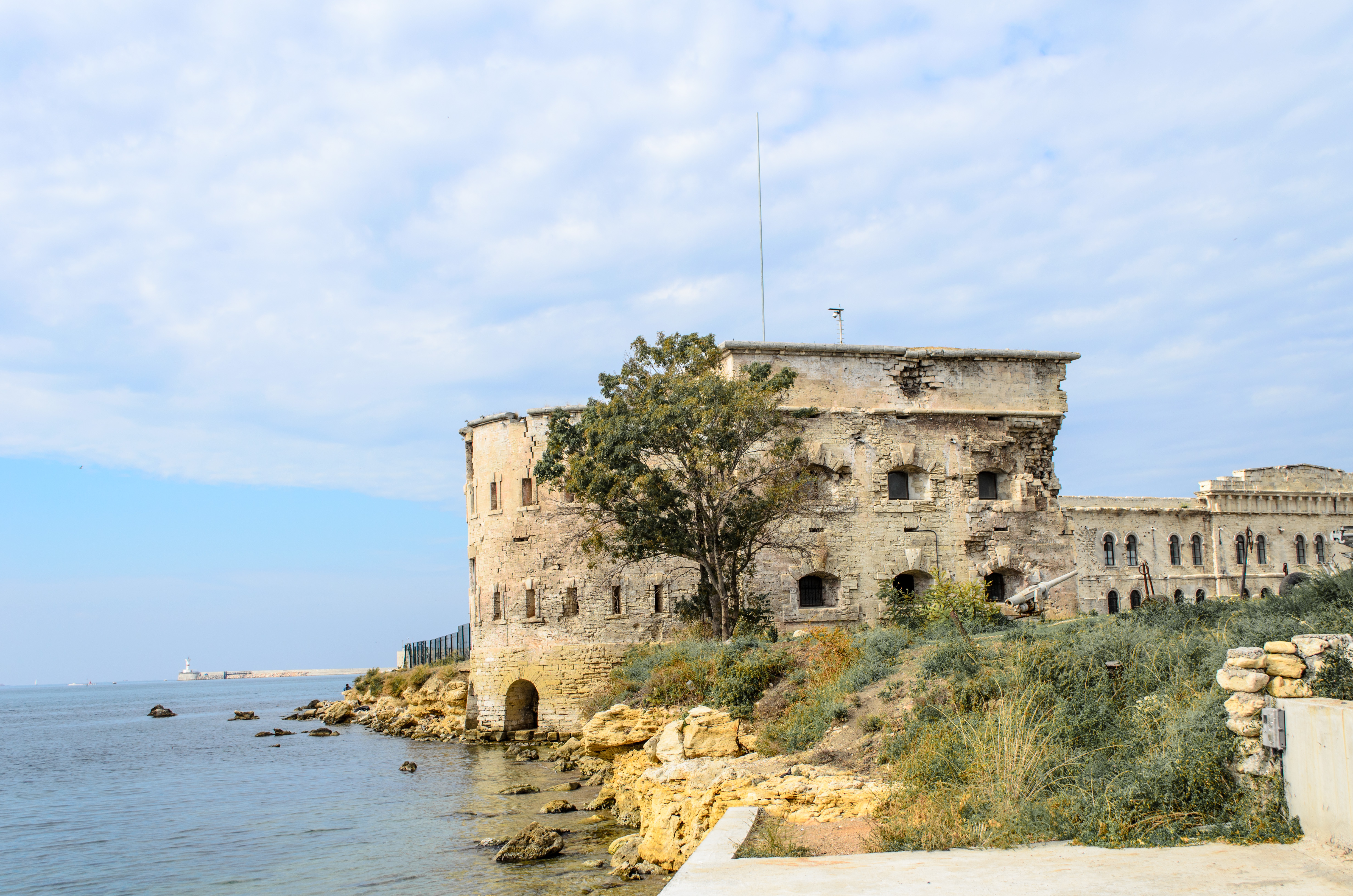
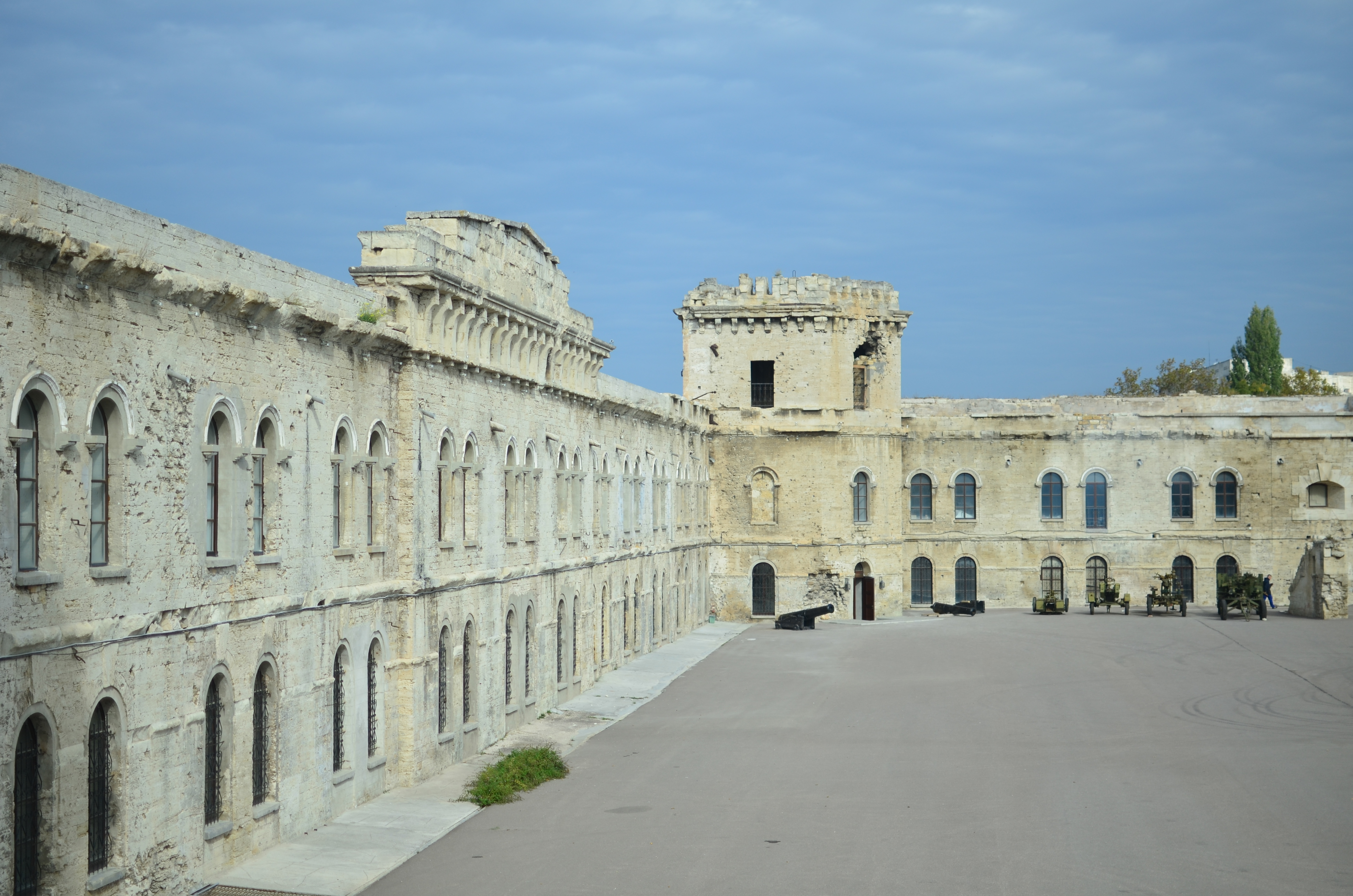
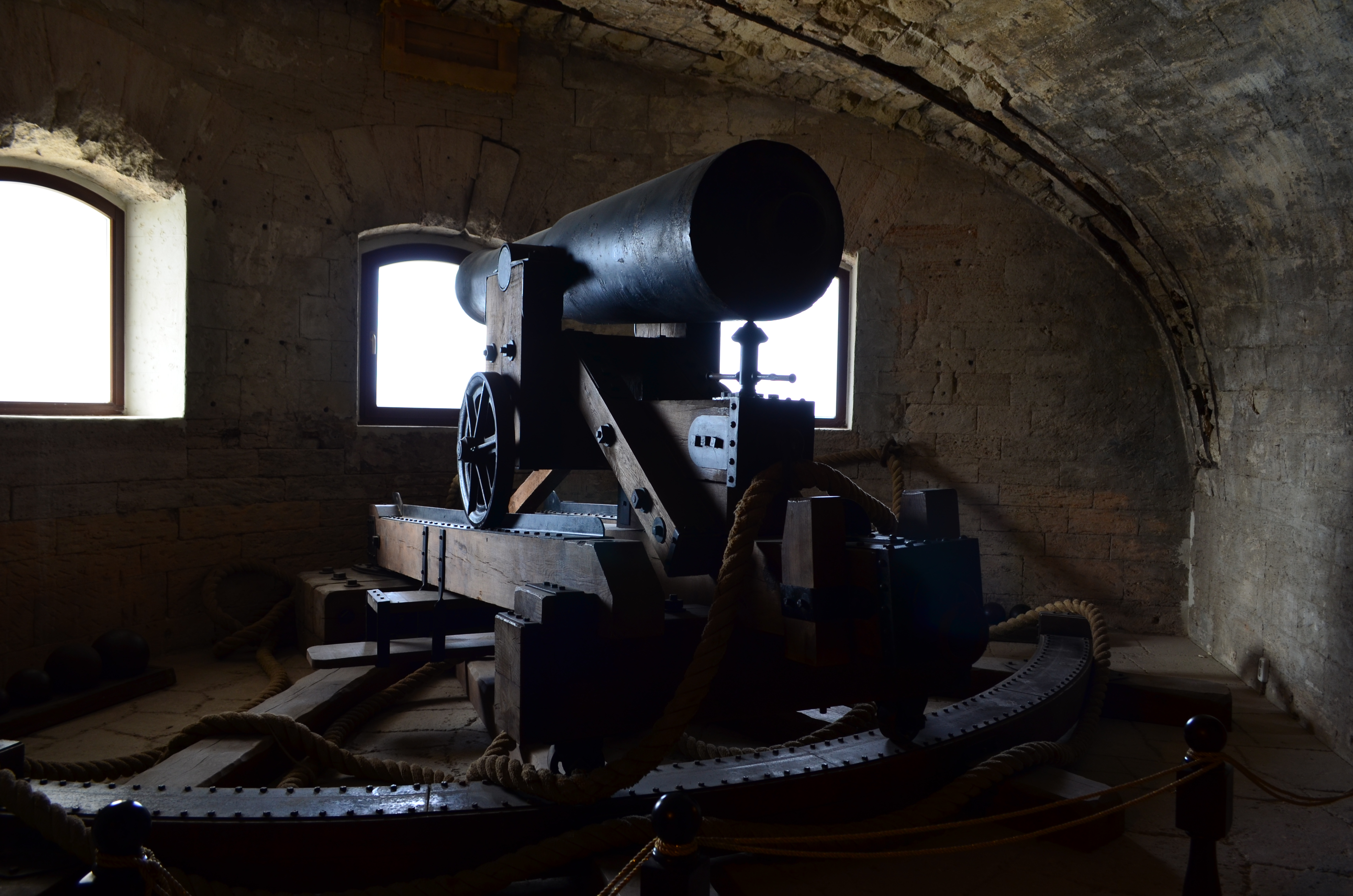
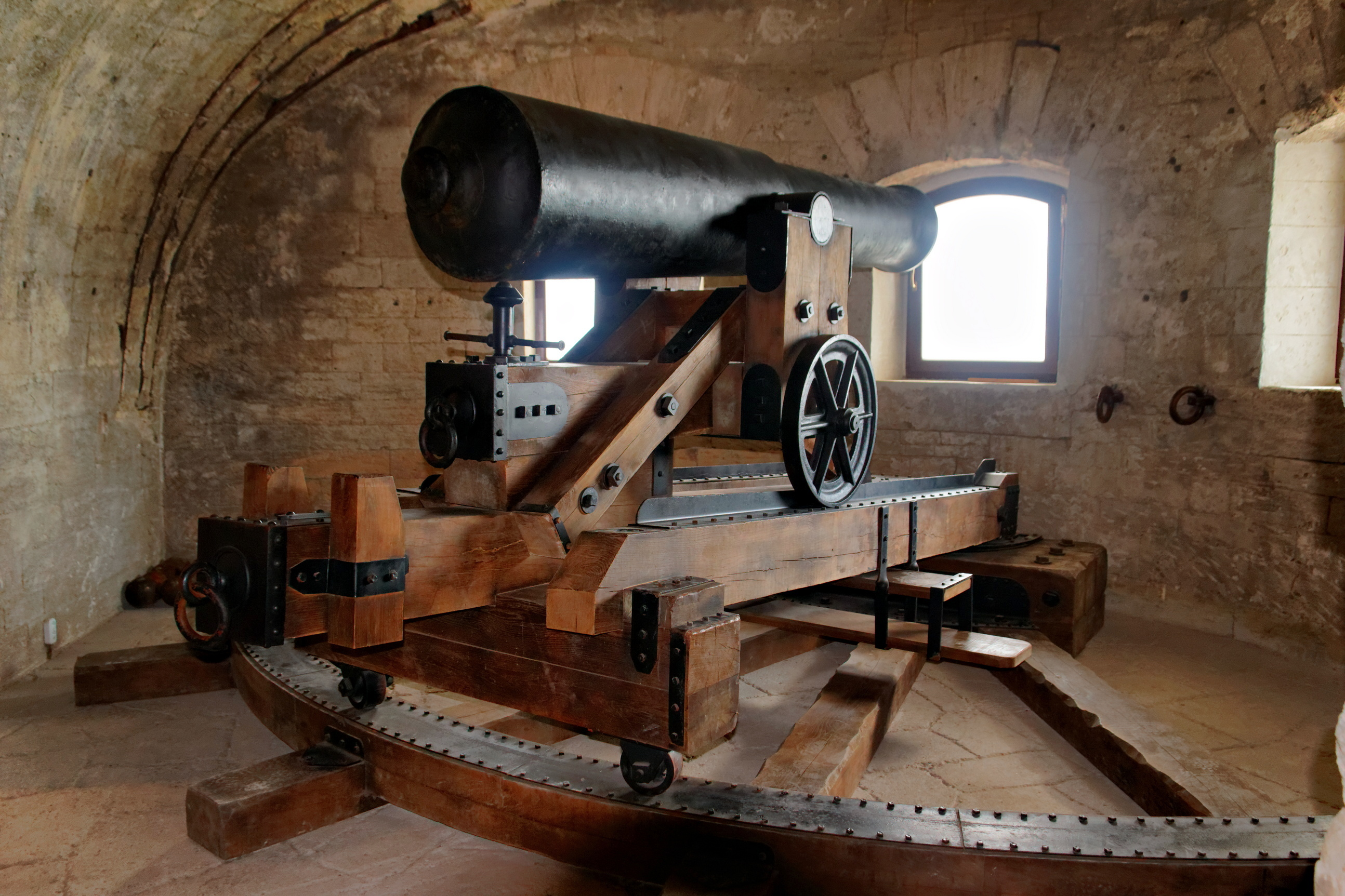
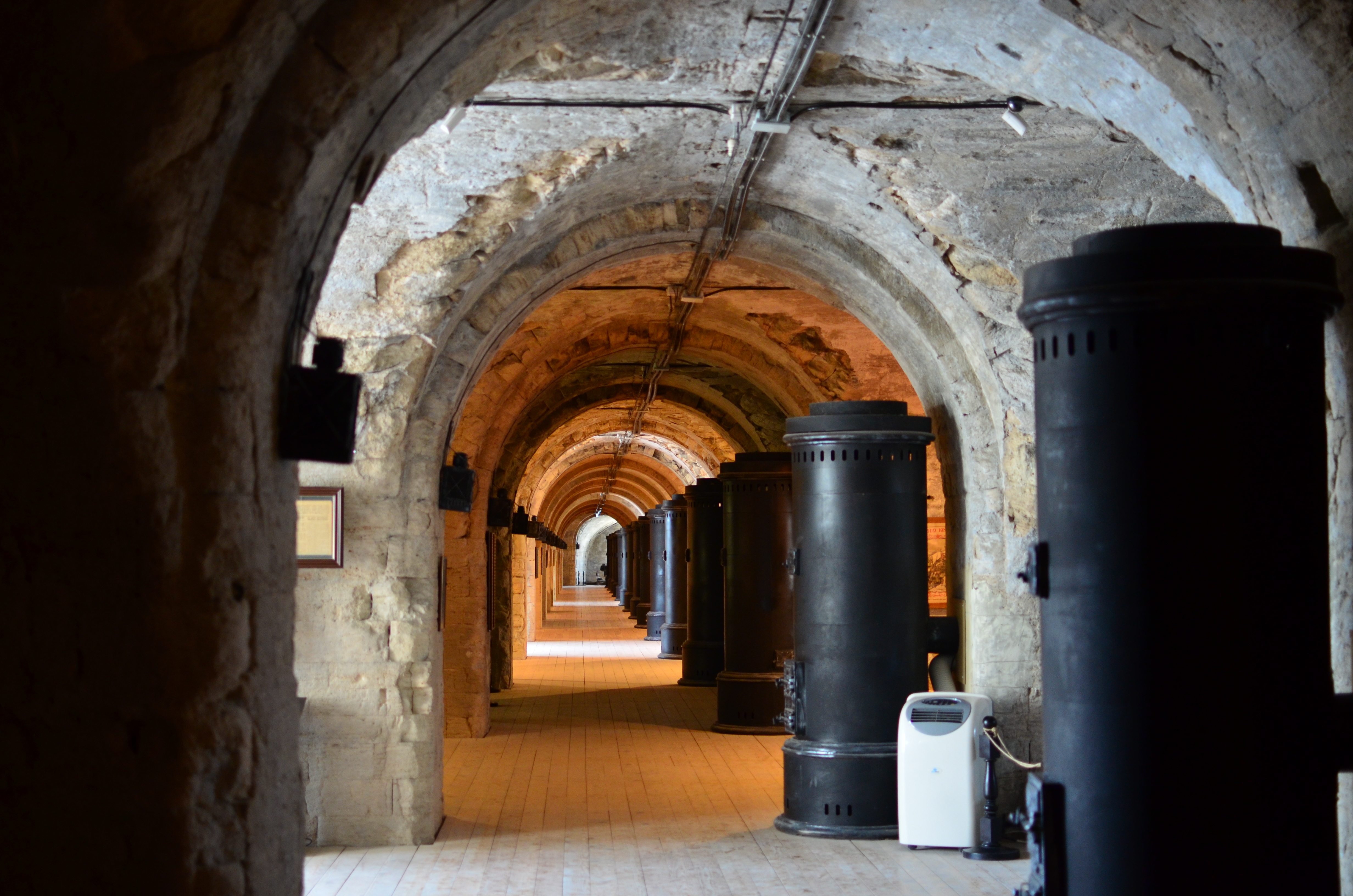
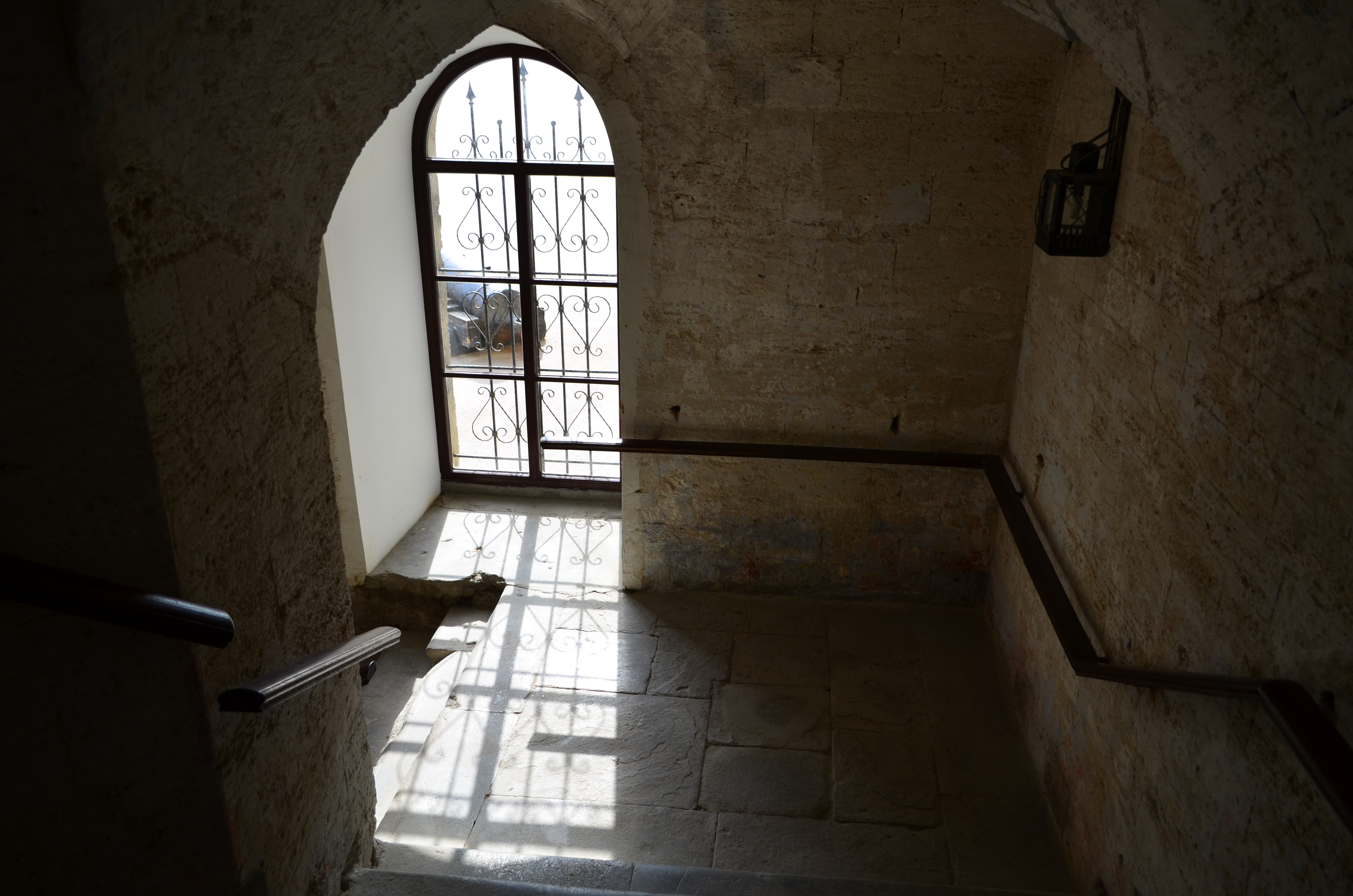
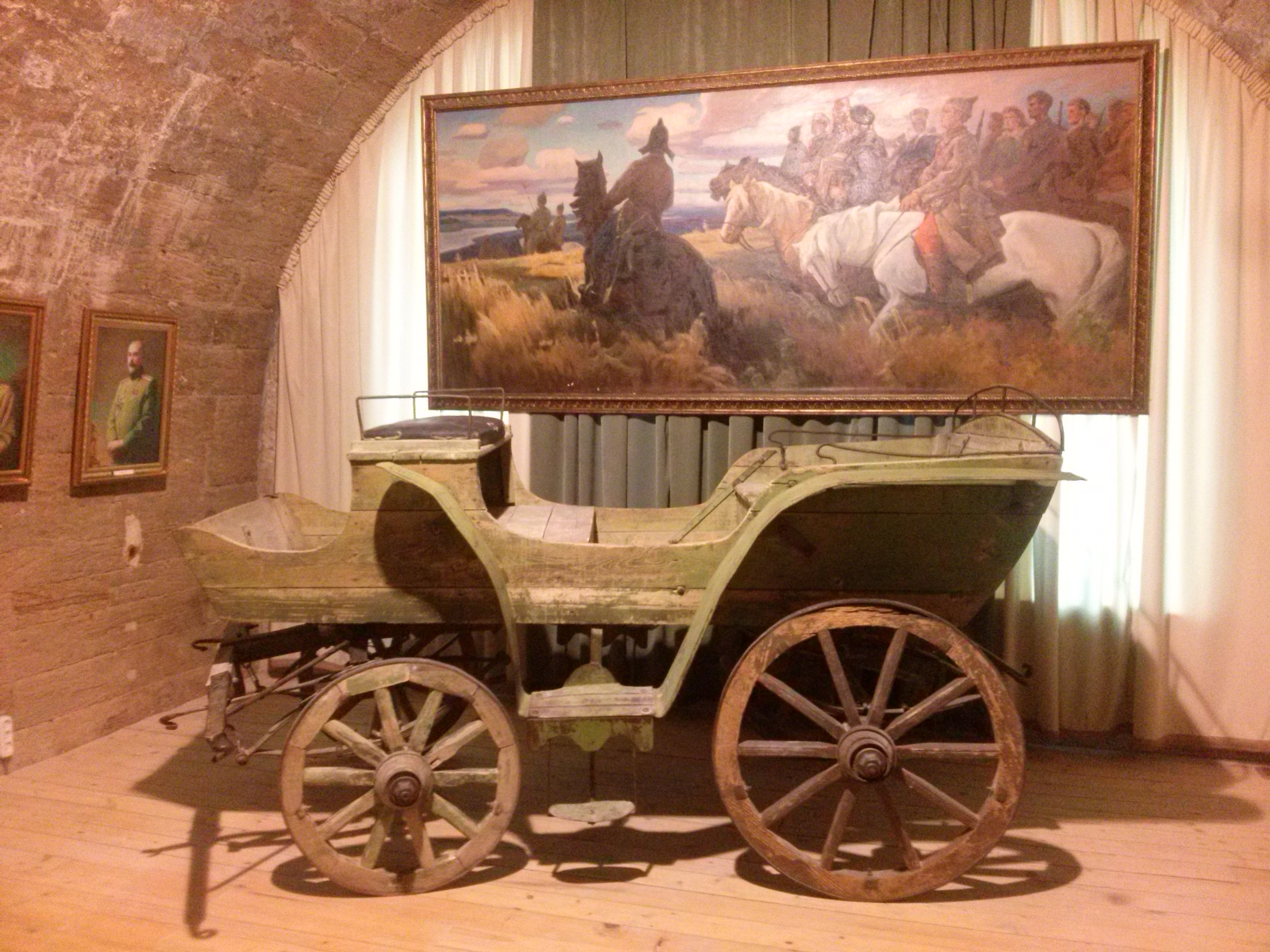